# Battlefield
Battlefield ('camp de batalla' en anglès) és una saga de jocs de guerra en primera persona d'ordinador personal i videoconsola que va començar al terreny de l'ordinador amb Battlefield 1942, l'any 2002. Com es pot intuir pel nom, el jugador encarna un soldat d'una de les potències de la Segona Guerra Mundial: Japó, EUA, URSS, Tercer Reich o el Regne Unit.
Després van sortir Battlefield Vietnam, Battlefield 2 i Battlefield 2142, tots tres jocs segueixen més o menys la línia del primer.
Per videoconsola, han aparegut Battlefield: Bad Company, molt reeixit i que espera una continuació amb Battlefield: Bad Company 2, Battlefield 4 i Battlefield: 1943, inspirat en la guerra del pacífic (IIGM) i amb la peculiaritat que és un joc completament on-line.
Al passat 2011, va sorgir Battlefield 3 a la venda. Després d'haver obtingut força premis a la conferència mundial de jocs E³, com el del millor multijugador. Va sortir a la venda amb una gran tirada. Aquesta nova entrega de Battlefield ha estat molt exitosa amb una gran quantitat de vendes. Després d'un temps va sortir una extensió (DLC: DownLoadable Content, que vol dir contingut descarregable) Back to Karkland, Close Quarters, Armored Kill, Afthermath, End Game que ofereixen mapes, armes, vehicles i modes de jocs nous.
Després de publicar Battlefield 1 en 2016, que tenia com escenari la primera Guerra Mundial, en 2018 es va publicar Battlefield V que tornava a la segona Guerra Mundial.